# لودویگ یکم، هرتسوگ بایرن
لودویگ یکم (به آلمانی: Ludwig I) (۲۳ دسامبر ۱۱۱۷ میلادی – ۱۵ سپتامبر ۱۲۳۱ میلادی) معروف به کلهایمر، هرتسوگ بایرن از سال ۱۱۸۳ میلادی و لنتگراف پالاتاین راین از ۱۲۱۴ میلادی بود.